# Frank Jefferis
Frank Jefferis (Fordingbridge, 3 luglio 1884 – New Cross, 21 maggio 1938) è stato un calciatore inglese, di ruolo attaccante.

## Carriera

### Club
Ha sempre giocato nel campionato inglese.

### Nazionale
Ha vestito la maglia della nazionale inglese in due occasioni nel 1912.